# Medicago orbicularis

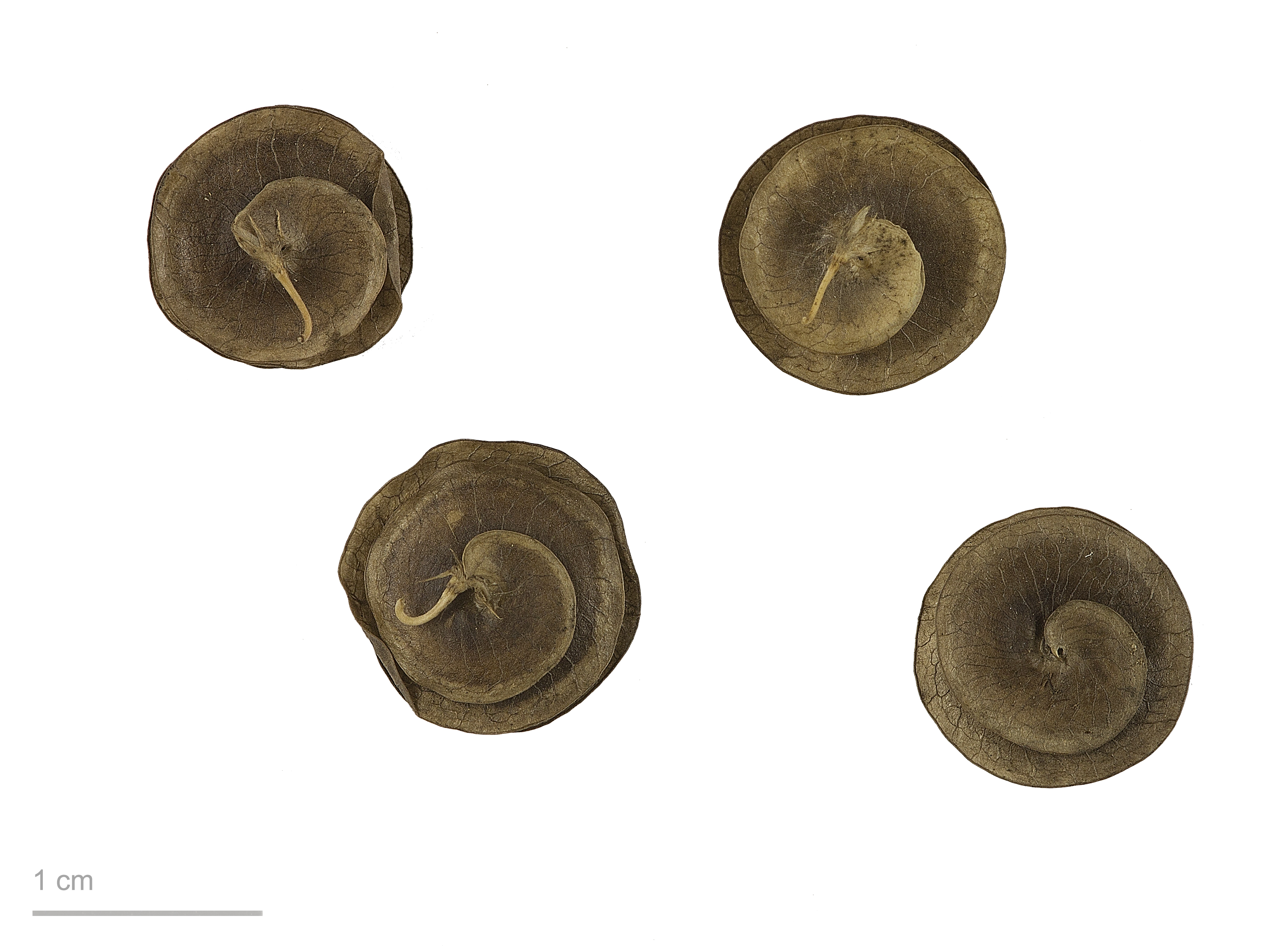
Medicago orbicularis - MHNT

Medicago orbicularis é uma espécie de planta com flor pertencente à família Fabaceae. 
A autoridade científica da espécie é (L.) Bartal., tendo sido publicada em Cat. Piante Siena 60. 1776.
Os seus nomes comuns são luzerna-de-fruto-lenticular ou luzerna-orbicular.

## Portugal
Trata-se de uma espécie presente no território português, nomeadamente em Portugal Continental e no Arquipélago da Madeira.
Em termos de naturalidade é nativa das duas regiões atrás indicadas.

## Protecção
Não se encontra protegida por legislação portuguesa ou da Comunidade Europeia.